# Lago Chew Bahir
El lago Chew Bahir (en amárico: ጨው ባሕር,  č̣ew bāhir, que significa, 'lago salado') o lago Istifanos, también llamado  Stefanie, Basso Naebor y Chuwaha, es un lago africano localizado al noroeste de Kenia, en la frontera entre la región de las Naciones, Nacionalidades y Pueblos del Sur y la región etíope de Oromia. Cuando el lago está completamente lleno parte se encuentra en Etiopía.
Es un lago salado cubierto en gran parte por vegetación resistente y que es conocido por su población de flamencos.

## Geografía
Situado en el centro del Santuario de Vida Silvestre Stephanie (Stephanie Wildlife Sanctuary), el lago mide aproximadamente 64 km de longiyud y 24 km de anchura. Cuando el lago Chew Bahir se llena, se extiende hacia el norte en Kenia.
Este lago es el más meridional y el más bajo (570 m) de la serie de lagos del Gran Valle del Rift, que se encuentran en la prolongación nororiental del Gran Valle del Rift. Su cuenca está separada de la cuenca del lago Turkana, por la cordillera Humu y las colinas al sur de la misma. La  cordillera Kumbi se levanta en su lado oriental. El lago Chew Bahir se alimenta desde el norte por el río Weito, y su afluente, el río Sagan Galana. El Galana Sagan recibe el desbordamiento del lago Chamo en algunos años, pero no existe ninguna conexión permanente.

## Historia
El conde húngaro Sámuel Teleki, acompañado por el oficial austriaco Ludwig von Höhnel, fueron los primeros europeos en visitar el lago en 1888, nombrándolo «lago Stefanie» en reconocimiento de la princesa Estefanía de Bélgica, esposa del príncipe heredero Rodolfo de Austria, uno de los patrocinadores de la expedición. Tras la expedición de Teleki, el lago Chew Bahir y los lagos vecinos fueron explorados por Arthur Donaldson Smith, Bottego Vittorio, M. S. Welby, Oscar Neumann y otros.  J. J. Harrison en 1899 encontró el lago bastante seco, y dos años más tarde el conde Wickenburg encontró agua solo en su parte norte. 
En 1960, el lago cubría alrededor de 2.000 km², pero se redujo y se convirtió casi en un pantano durante el resto del siglo XX.